# Operace Matate
Operace Matate (hebrejsky: מבצע מטאטא, Mivca Matate) byla vojenská akce provedená v květnu 1948, v době konce britského mandátu nad Palestinou, ještě před vznikem státu Izrael, židovskými jednotkami Hagana, jejímž výsledkem bylo ovládnutí Chulského údolí a oblasti podél silnice mezi městy Tiberias a Metula. Šlo o podčást Operace Jiftach, která byla cílena na dobytí města Safed.

## Dobové souvislosti
V listopadu 1947 přijala Organizace spojených národů plán na rozdělení Palestiny. Podle něj měl být britský mandát nad Palestinou nahrazen dvěma samostatnými státy: židovským a arabským. V důsledku emocí předcházejících konci britského mandátu se v letech 1947-1948, ještě před vlastní první arabsko-izraelskou válkou, rozpoutala občanská válka v Palestině mezi Židy a Araby, která se v měsících a týdnech před koncem mandátu zostřovala a kromě izolovaného násilí a teroristických útoků nabývala ráz konvenčního konfliktu. Významným strategickým bodem byla v tomto konfliktu Horní Galilea. Šlo o součást širšího trendu, kdy židovské jednotky v rámci takzvaného Plánu Dalet obsazovaly ještě před koncem mandátu klíčové oblasti přidělené rozhodnutím OSN budoucímu židovskému státu.

## Průběh operace
Operace proběhla ve dnech 3. - 4. května 1948. Prováděly ji elitní jednotky Palmach za pomocí místních židovských sil. Hlavní útok byl veden proti arabské beduínské vesnici Zangarija. Velel mu Jehošua Gaviš. Jednotky měly jako výchozí bod základnu u obce Roš Pina. V důsledku útoku uprchli obyvatelé Zangarije na východní břeh Jordánu, na syrské území. Zástavba vesnice pak byla zbořena. Další skupina židovských sil, které velel Jicchak Chofi, vyšla z Tabghy, postupovala údolím Bik'at ha-Betejcha a po cestě ničila další beduínská sídla. Výjimkou byl beduínský kmen Arab al-Hejb, který byl spojencem Židů a podílel se s nimi na vojenských operacích. Akce skončila židovským vítězstvím a plným ovládnutím vytyčeného regionu. Exodus Arabů z Chulského údolí pak vedl k dalšímu nárůstu paniky mezi palestinskými Araby.
Arabská vesnice Zangarija byla zcela zničena, zatímco nedaleká beduínská osada Tuba zůstala zachována. Sídlil v ní totiž zmiňovaný kmen Arab al-Hejb loajální Židům. V roce 1948 dokonce skupina zdejších beduínů okolo šejcha Jusufa Husejna Muhamada Tuby ustavila oddíl nazvaný Pal-Hejb napojený na židovské jednotky Palmach. Po válce byla Tuba sloučena s bývalou vesnicí Zangarija. Dnes jde o město Tuba-Zangarija.